# American Journal of Kidney Diseases
American Journal of Kidney Diseases ( AJKD ) es una revista médica mensual revisada por pares que cubre todos los aspectos de la nefrología. Es la revista  oficial de la National Kidney Foundation y es publicada por Elsevier . La revista publica investigaciones originales, informes de casos y artículos educativos, como revisiones narrativas y casos de enseñanza. Está resumida e indexada en PubMed / MEDLINE / Index Medicus . Según Journal Citation Reports , la revista tenía un factor de impacto en 2016 de 7,62. El redactor jefe es Harold I. Feldman ( Universidad de Pensilvania ). Desde noviembre de 2011, la revista publica un blog, AJKD Blog , que publica entrevistas con autores, comentarios y material educativo aproximadamente dos veces por semana.
Según SCI Journal la revista tiene un factor de impacto actual (2022) de 8,86.

## Métricas de revista
2022
- Web of Science Group : 8.86
- Índice h de Google Scholar: 224
- Scopus: 5.371